# Alexandru Vaida-Voevod
Alexandru Vaida-Voevod (ou Vaida-Voievod) (Bobâlna, 27 de fevereiro de 1872 — Sibiu, 19 de março de 1950) foi um político romeno que apoiou e promoveu a união da Transilvânia, à época parte do Reino da Hungria na Áustria-Hungria, com o Reino da Romênia. Mais tarde, ocupou por três vezes o cargo de primeiro-ministro da Romênia.

## Atividades anteriores à unificação
Nasceu em uma família greco-católica em Bobâlna (naquele tempo conhecida como Olpret), povoado da Transilvânia. Inicialmente apoiou o plano de federalizar os domínios dos Habsburgos, ao longo dos Estados Unidos da Grande Áustria, que era uma proposta de estudiosos ligados ao arquiduque Francisco Fernando da Áustria-Hungria.
Em 1906, juntou-se ao grupo de nacionalistas romenos em Budapeste. Parlamentar eleito pelo Partido Nacionalista Romeno, tornou-se um importante opositor da política governamental húngara de forçar a assimilação de sua cultura pelos romenos, lutando pelo direito à autodeterminação da Transilvânia. Desapontado pela causa austríaca após o assassinato do arqueduque Francisco Fernando, passou a defender a união da Transilvânia com a Romênia. Ele e seu partido apresentaram um pedido de autodeterminação ao legislativo húngaro em outubro de 1918.
Em dezembro de 1918, após a derrota da Hungria na Primeira Guerra Mundial, Vaida-Voevod tomou parte do concílio da Transilvânia que proclamou a união com a Romênia. Foi um dos membros do grupo enviado para apresentar a decisão a Ferdinand I, rei da Romênia, em Bucareste.